# 黃家華
黃家華（英語：Wong Ka-wa，1972年—），已婚，前為香港荃灣區議會梨木樹西選區議員，前公民黨成員。

## 生平
黃家華在荃灣梨木樹邨長大，曾就讀於嗇色園主辦可信學校，並且是該校校友會創會主席。
2003年香港區議會選舉，黃家華首次參選，便在梨木樹東區議員陳琬琛大力助選下，以1,694票對1,537票，擊敗被指向左派靠攏的原獨立民主派區議員林超倫，成功當選梨木樹西區議員，並開始擔任全職區議員。
2007年香港區議會選舉，他以2,330票，擊敗挑戰者林超倫與王芝飛，成功連任，並成為這次區議會選舉荃灣區票王。
2008年6月，公民黨宣佈2008年香港立法會選舉參選名單，黃家華聯同張超雄和陳琬琛於新界西參選，惟三人最終都無法取得議席。
2011年香港區議會選舉，他以2,260票擊敗得1,548票的挑戰者工聯會的黃德智，再次成功連任區議員。
2015年香港區議會選舉，他遭到工聯會譚芷菲挑戰，結果他以2,895票，大比數擊敗只獲得1,385票的譚芷菲，再次成功連任。
2019年香港區議會選舉，黃家華擊敗建制派對手公屋聯會馮卓森，成功四度連任。
2021年4月，黃家華承認已退出公民黨。

## 外部連結
- 荃灣區議會黃家華議員 （页面存档备份，存于）

| 議會席位      | 議會席位                             | 議會席位          |
| ------------- | ------------------------------------ | ----------------- |
| 前任： 林超倫 | 荃灣區議會梨木樹西選區 2003年—2023年 | 繼任： (選區合併) |